# 潮風公園
35°37′26.2″N 139°46′7.5″E / 35.623944°N 139.768750°E
潮風公園（日语：潮風公園）是一座位於日本東京都品川區的都立公園，1974年6月1日開幕，當時被命名為13號地公園。面積總計154,940平方公尺。
此處已被預定為2020年夏季奧林匹克運動會沙灘排球比賽的舉辦地點。

## 設施
位於東京臨海副都心的西岸海濱公園連線，御台場海濱公園與東八潮綠道公園之間。園內的靠海側皆鋪設磚道供遊客散步，可望見對岸的品川碼頭並一飽東京港美景，甚至天氣晴朗時可遠眺富士山，視野狀況比御台場海濱公園更佳。除了前來遊憩的觀光客外，也包括許多民眾至此作日光浴、慢跑、騎自行車、釣魚。
「水和綠的海濱大道」則是公園南區的主要街道，與南中央出入口和噴水廣場相連。正中間設立一座噴泉，街旁亦種植了華盛頓棕櫚加上瀑布造景，充滿熱帶的氣息。
「噴水廣場」在夏季時成為小孩的主要玩樂處。附近還有一個船形的遊樂設施「海風號」（しおかぜ），供兒童玩耍。
首都高速公路從公園中央通過，將公園分為南北，之間的來往則依靠潮風橋連接。該道路在之後進入東京港隧道，潛往海底以通過東京港，因此在潮風橋旁設置隧道換氣塔。由南向北渡過潮風橋後，即為烤肉廣場。
藝術家福田繁雄的特色雕塑作品「潮風公園島的星期日午後」也陳列於此，該作品從正面或是側面所見，呈現完全不同的外形。另外「夕陽之塔」則以夕陽作為背景，讓暮光從塔中間的縫隙通過。自「夕陽之塔」至北中央出入口由「街和海的海濱大道」連結。
「太陽廣場」是一座擁有廣大草地的廣場，可供小孩、寵物來回奔跑嬉戲。
由於鄰近台場的富士電視台的關係，所以電視節目及拍攝工作經常取景於此處。進入公園並不須付費，但是進行拍攝需要事先申請，並支付使用費。

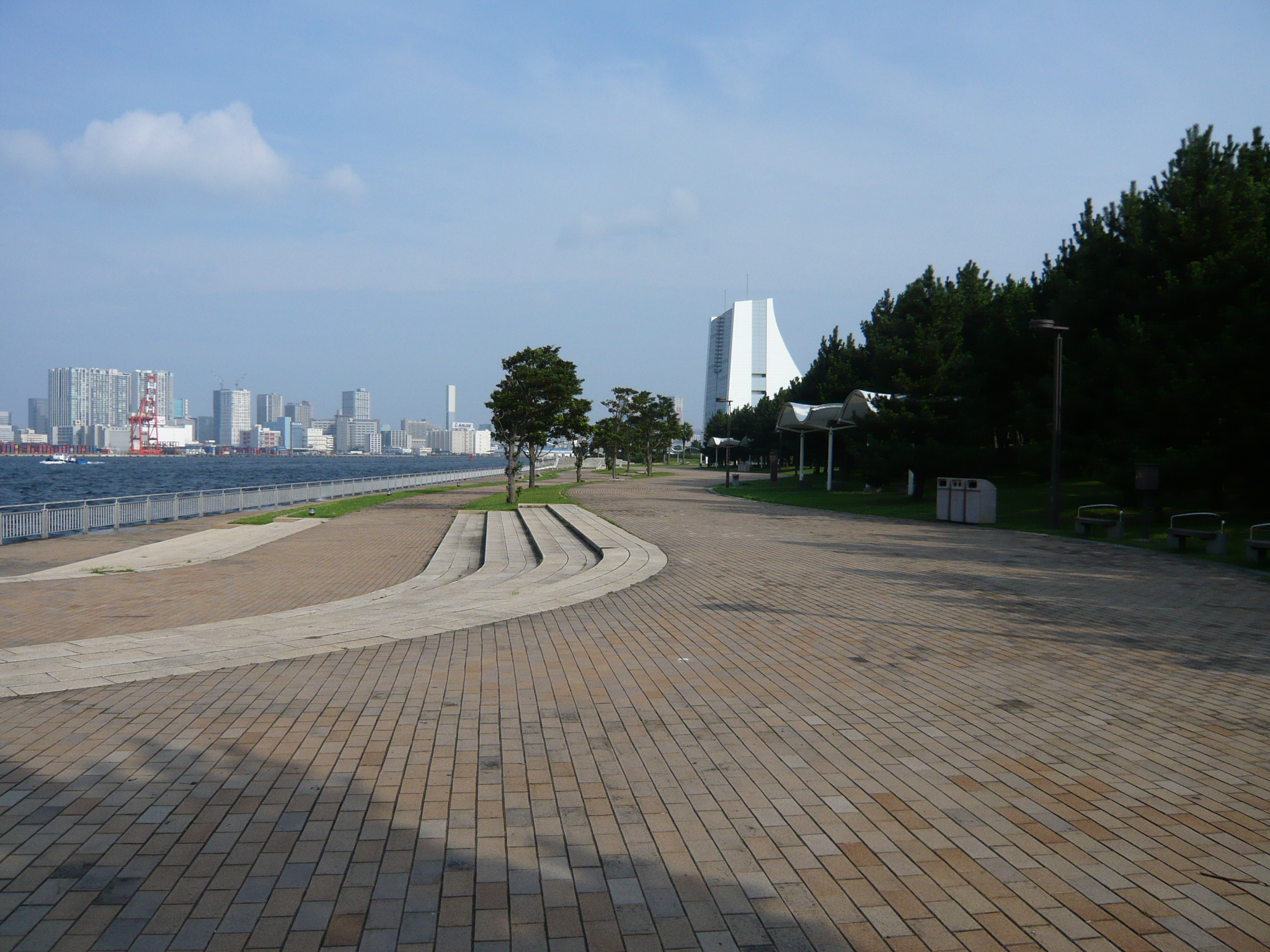
海濱的步道
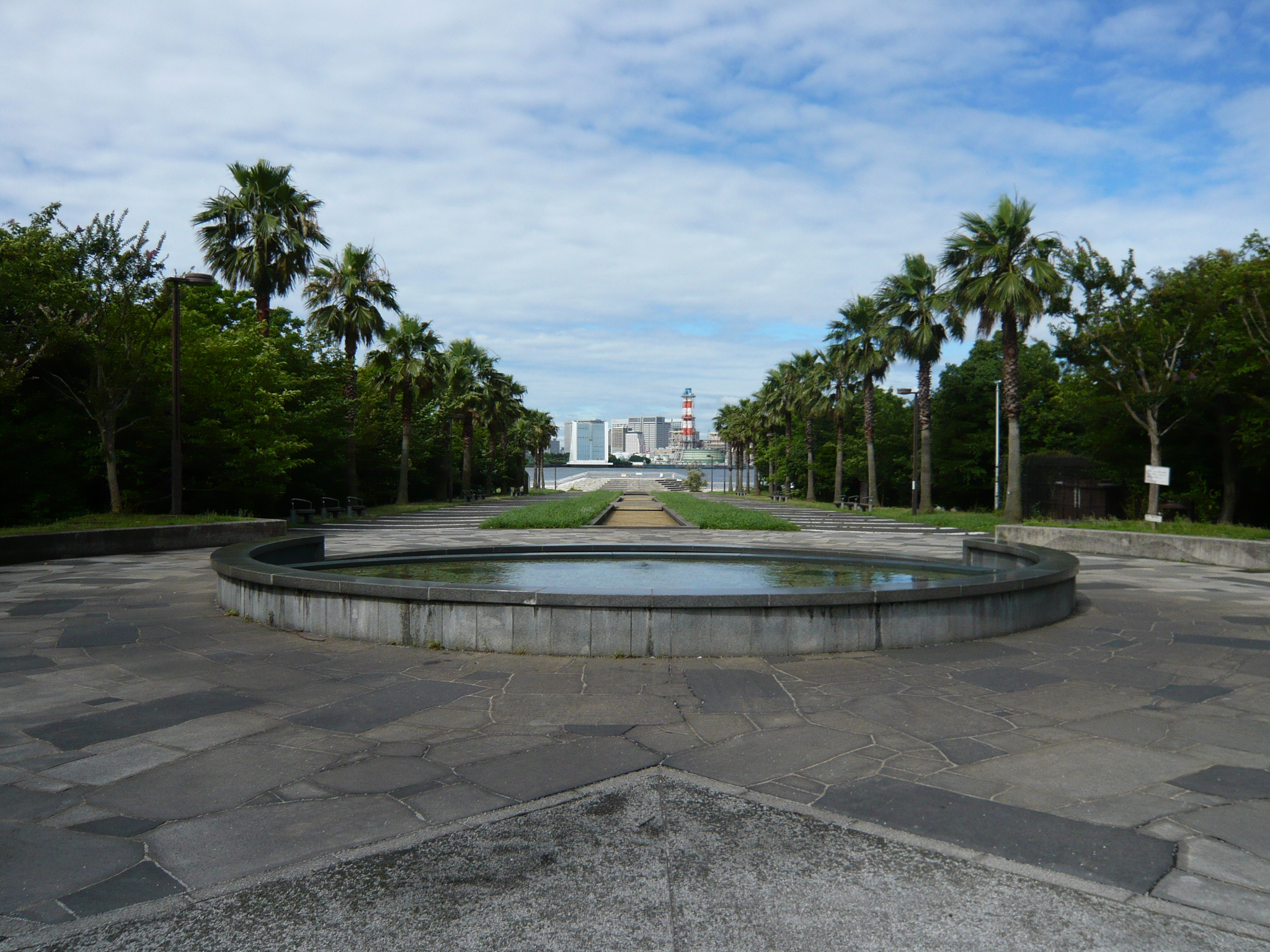
「噴水廣場」和「水和綠的海濱大道」
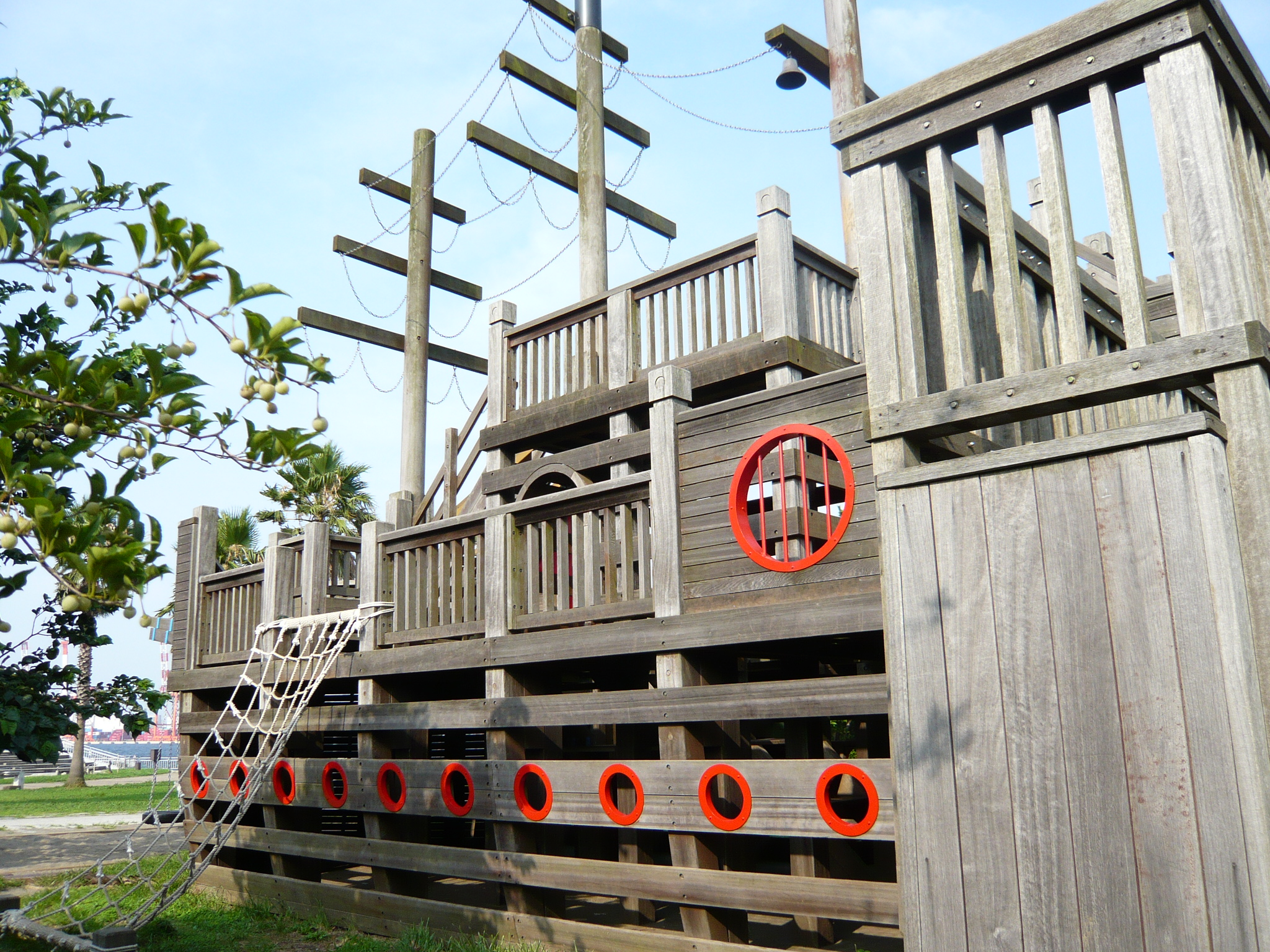
遊樂設施「海風號」
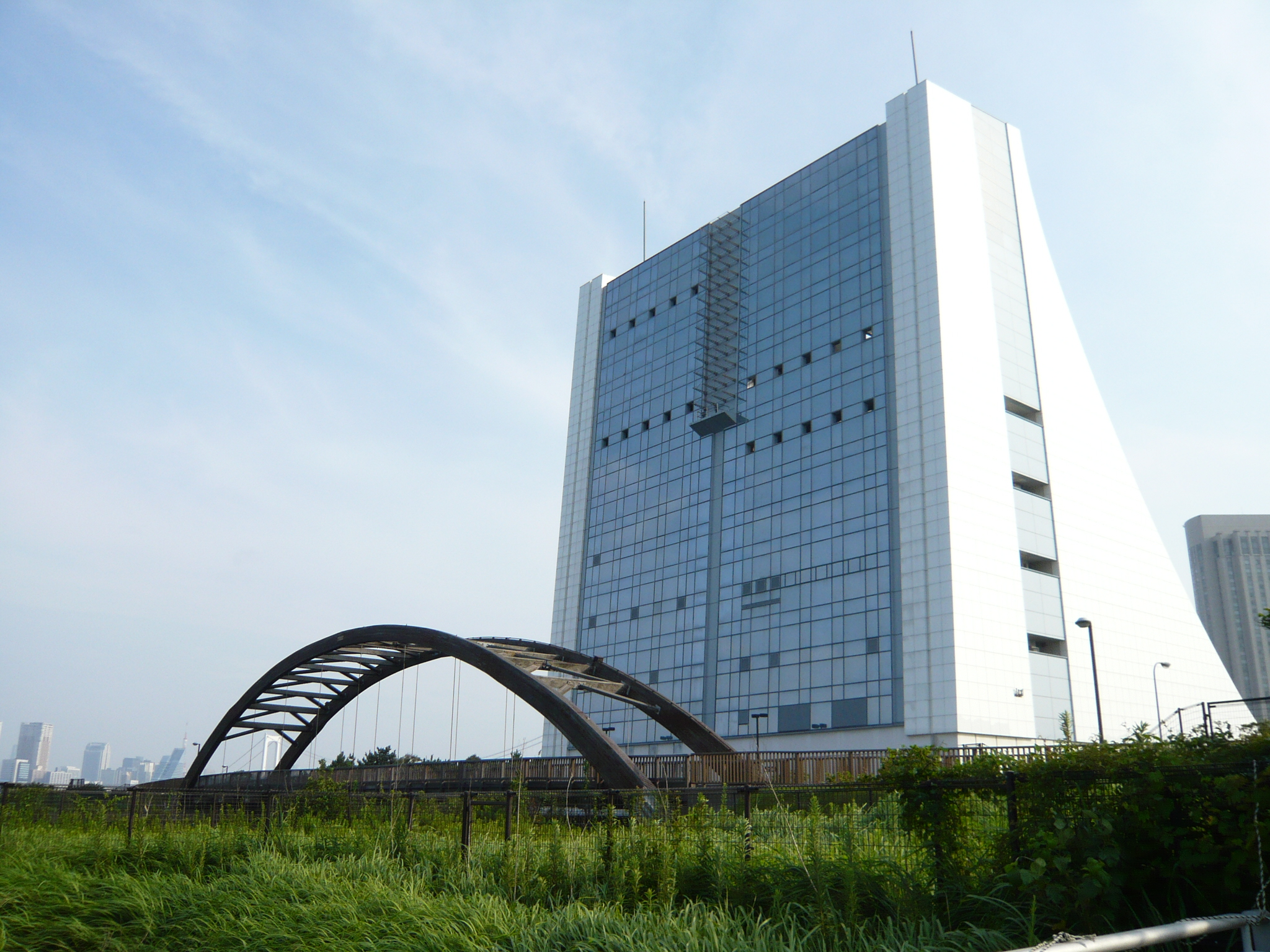
潮風橋與換氣塔
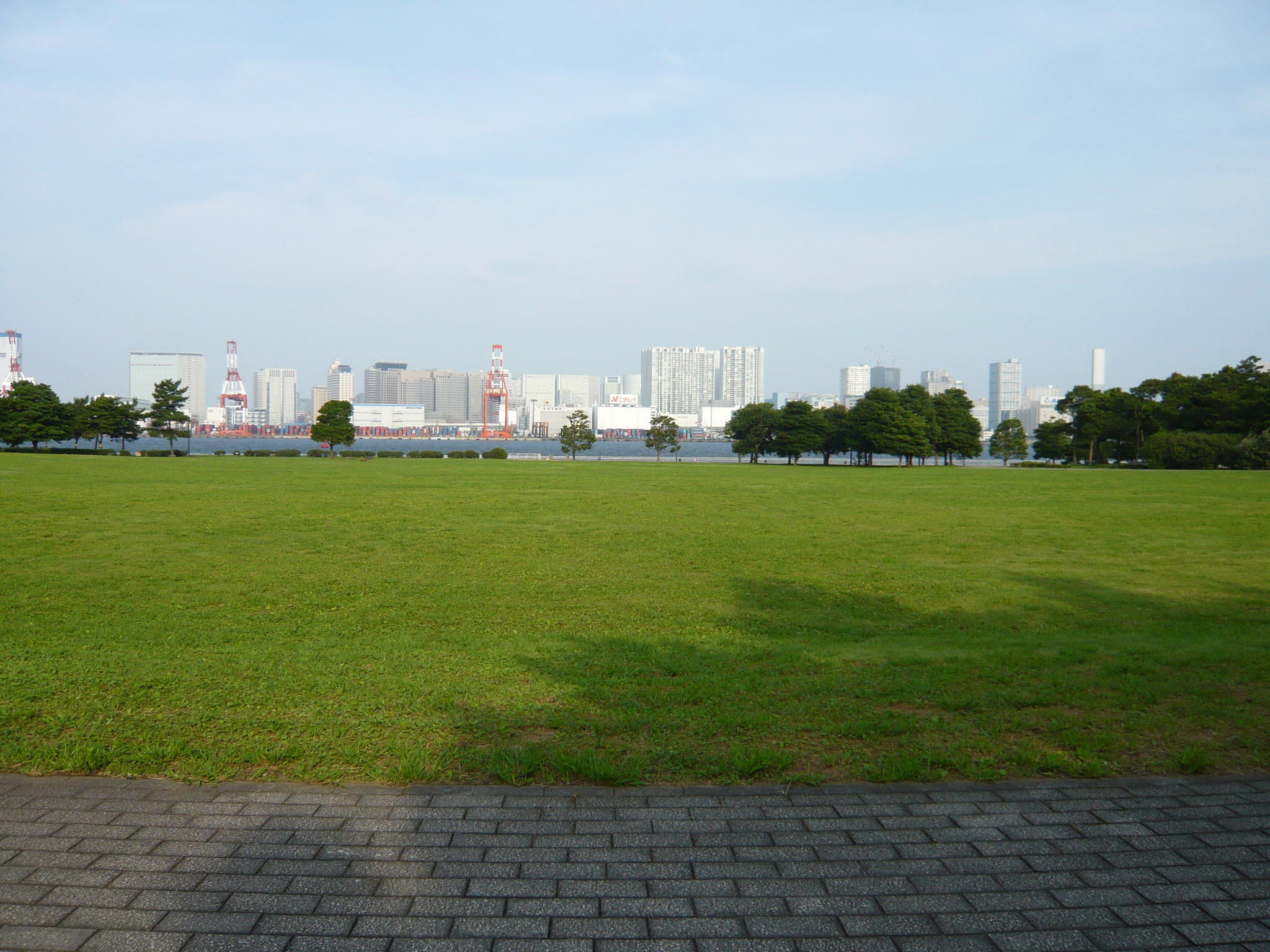
「太陽廣場」
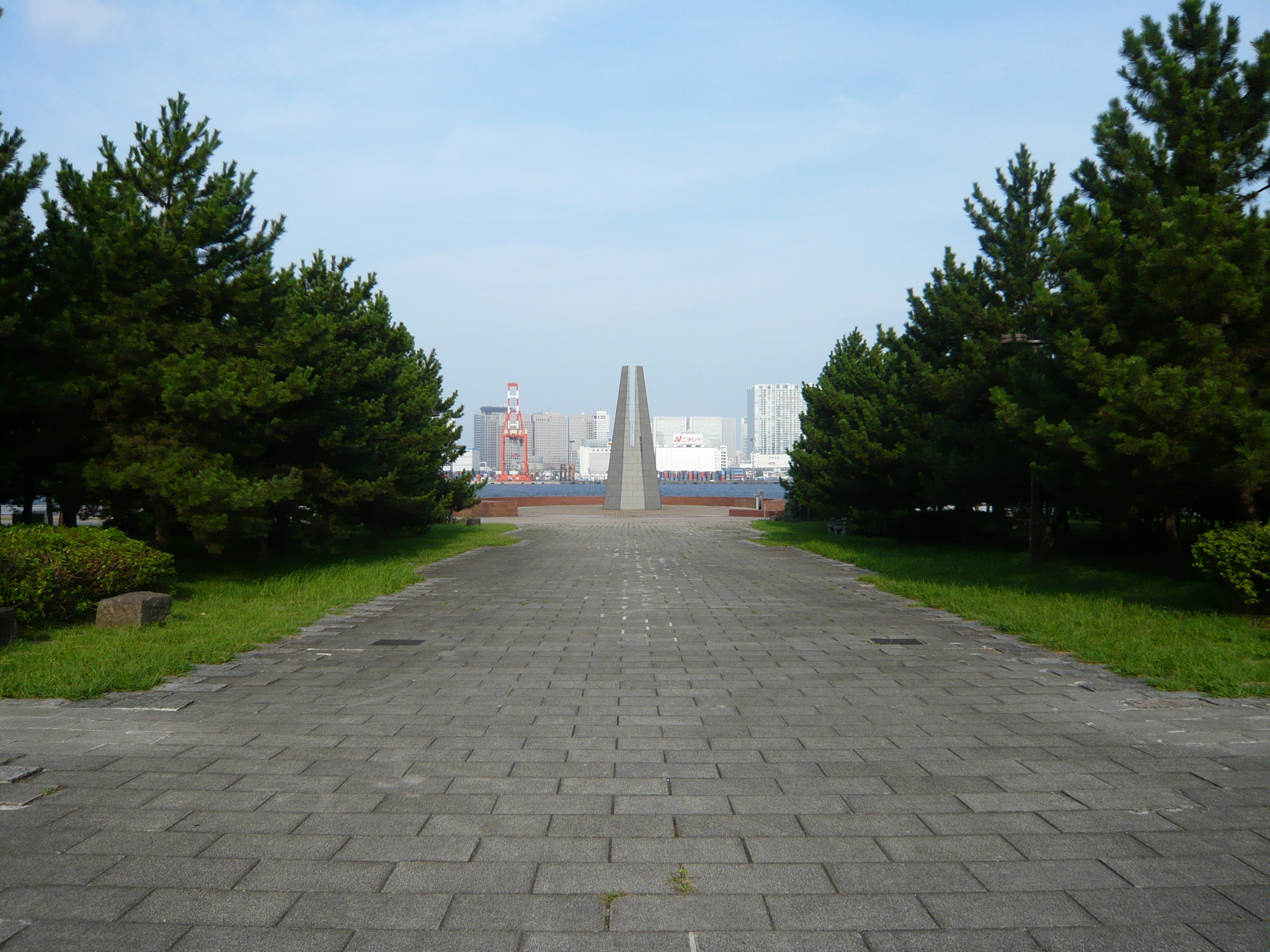
「夕陽之塔」和「街和海的海濱大道」

### 散步、慢跑
公園內沒有交通號誌，也無車輛行駛，且即使於夜間仍相當明亮，再加上道路整備完全、沿路景色優美等因素，吸引許多人前來此處遛狗、散步、慢跑、騎自行車。下列為台場至東八潮一帶的沿海公園連線，彼此之間並無隔閡，徒步約需一個小時的時程，不過台場公園禁止騎乘自行車。
- 台場公園（日语：台場公園）⇔御台場海濱公園⇔潮風公園⇔東八潮綠道公園（日语：東八潮緑道公園）⇔青海北埠頭公園（日语：青海北ふ頭公園）⇔青海南埠頭公園（日语：青海南ふ頭公園）

## 活動
- 2009年7月11日至8月31日，GREEN TOKYO 鋼彈計劃實行委員會主辦相關活動，在此處展示實物大小的鋼彈。
- 2020年夏季奧林匹克運動會由東京主辦，根據單位規劃，預定在潮風公園舉行沙灘排球的的賽事，屆時此處將設立可容納12,000人的臨時會場[3]。

## 交通
- 都營巴士海01系統、波01出入系統、km flower巴士「台場車站前」、「潮風公園入口前」下車，步行2分鐘。
- 搭乘臨海線至東京國際郵輪碼頭車站下車，步行5分鐘。
- 搭乘臨海線至東京電訊港車站下車，步行10分鐘。

之前東京水邊線、東京都觀光汽船船班可至「青海（船之科學館）」，下船後步行3分鐘可抵達。目前並未運行。

## 周邊設施
- 船之科學館

體驗教室池 - 舊海濱游泳池（2008年結束遊樂方面的營業）
- 日本科學未來館
- 東京國際交流館
- 日航東京酒店（日语：ホテル日航東京）
- 台場格蘭太平洋大酒店（日语：ホテルグランパシフィック・ル・ダイバ）

## 外部連結
- 東京都立潮風公園 （页面存档备份，存于） （日語）

Template:東京臨海副都心景點